# Bertric-Burée
Bertric-Burée is een gemeente in het Franse departement Dordogne (regio Nouvelle-Aquitaine) en telt 393 inwoners (1999). De plaats maakt deel uit van het arrondissement Périgueux.

## Geografie
De oppervlakte van Bertric-Burée bedraagt 17,0 km², de bevolkingsdichtheid is 23,1 inwoners per km².
De onderstaande kaart toont de ligging van Bertric-Burée met de belangrijkste infrastructuur en aangrenzende gemeenten.

## Demografie
Onderstaande figuur toont het verloop van het inwonertal (bron: INSEE-tellingen).